# Lupo Protospatario
Lupo Protospatario (o en latín, Lupus Protospatarius Barensis) (1030-1102) fue el reputado autor del Rerum in Regno Neapolitano Gestarum Breve Chronicon, una precisa historia del Mezzogiorno italiano que va desde el año 805 al 1102. Le ha sido reconocida esta autoría solo desde el siglo XVII.
Lupo, junto con otros cronistas bariotas, los autores anónimos de Annales Barensis y de Anonymi Barensis Chronicon, usaron unos antiguos anales perdidos de Bari que narraban sucesos hasta 1051. Guillermo de Apulia parece haber usado estos mismos anales como fuentes su obra. Lupo Protospatario también usó los anales perdidos de Matera.
Quizá lo más característico de la obra de Lupo es la forma de datar su cronología: sus años comienzan en septiembre, por lo que sitúa eventos sucedidos al final de un año determinado al comienzo del año siguiente.